# Муравничи
Муравни́чи (бел. Мураўнічы) — деревня в Толочинском сельсовете Толочинского района Витебской области Белоруссии.

## География
Расположена в 6 км северо-западнее районного центра, рядом с 514 км трассы М1, где находятся 2 АЗС «Белоруснефть». Через деревню проходит автодорога Толочин — Плоское (Н-3600). Деревня расположена преимущественно вдоль ложбины, по дну которой протекает небольшая речка Славутка, впадающая в Друть в 2 км восточнее. К северу от деревни проходит магистральный газопровод «Торжок—Минск—Ивацевичи».

## История
Упоминается в жалованной грамоте друцкого князя Василия Михайловича церкви Богородицы в Друцке (XIV век). Князь отдал церкви село Моравьиничи (теперь Муравничи) «и с людьми, и со всеми доходами, и с медовой данью, и с селищами, и с лугами, которые принадлежат селу».
В XVI веке Муравничами владели Горностаи. В конце XVII — начале XVIII века — Михаил Шемет, а затем его сын Николай (кастелян полоцкий, посол сейма). Деревня входила в Оршанский повет.
В XIX веке Муравничи входили в состав Заречно-Толочинской волости Сенненского уезда Могилевской губернии. К 1884 году в деревне насчитывалось 36 дворов и 268 жителей. Работал небольшой кирпичный завод, был запасный хлебный магазин. К 1910 году в Муравничах было 48 дворов, 384 жителя (191 мужчина и 193 женщины). 107 десятин земли, в том числе 97 удобной. Муравничи вместе с деревнями Райцы, Новоселки, Печеновка, Большие и Малые Козки, Ратомки составляли Муравничское сельское общество. Относились к Толочинскому приходу.
Во время ВОВ партизаны, узнав о предстоящем приезде в Муравничи гитлеровцев, заминировали дорогу в деревню. В результате чего подорвались 25 солдат, 5 автомашин и несколько подвод. В январе 1944 года около Муравнич вела бои партизанская бригада «Гроза». Утром 27 июня 1944 года у Муравнич разбились 2 немецких самолета ФВ-190. «Фоккеры» пытались атаковать наступавшие советские танки, но были сбиты летчиками 65-го гвардейского истребительного полка.
Вблизи Муравнич, в лесу, находится курганный могильник, состоящий из 2 продолговатых (длиной до 30 м, шириной до 12 м, высотой до 2,2 м) и 4 круглых курганов (диаметром до 10 м, высотой до 1,5 м). Могильник обследовался археологами Л. В. Алексеевым в 1956 году и Г. В. Штыховым в 1981, раскопки не проводились. Могильник имеет статус историко-культурной ценности.
В 2009 году в Муравничах проживало 28 человек, в 2019 — 11. Работает молочно-товарная ферма, принадлежащая УП «Племенной завод «Реконструктор» (д. Райцы).
В 0,7 км юго-восточнее деревни находится Муравничское месторождение песчано-гравийного материала. Залегание в виде 3 линз, связано с отложениями времен отступания сожского ледника. Перспективные запасы 6,7 млн. м3.

## Название
По одной из версий, название деревни обозначает людей, поселившихся возле речки Муравки (Славутки). Эти параллельные наименования речки, имеющие древнее происхождение, первоначально могли иметь форму Моравья и Славут и состояли из компонентов, означающих «вода», «река», «течение».
По другой версии, название Муравничи образовано от слова «муравей».